# Pentarquía
Pentarquía (del griego πενταρχία pentarchía, gobierno conformado por cinco personas) es un término en la historia del cristianismo que hace referencia a la idea de la autoridad universal sobre la cristiandad por parte de los obispos de cinco sedes episcopales del Imperio romano, llamados patriarcas y que tenían poderes eclesiásticos superiores a los de los obispos metropolitanos. Los cinco obispos que tendrían esa autoridad colegial eran (según una orden fija de honor):
- El patriarca de Roma;
- El patriarca de Constantinopla;

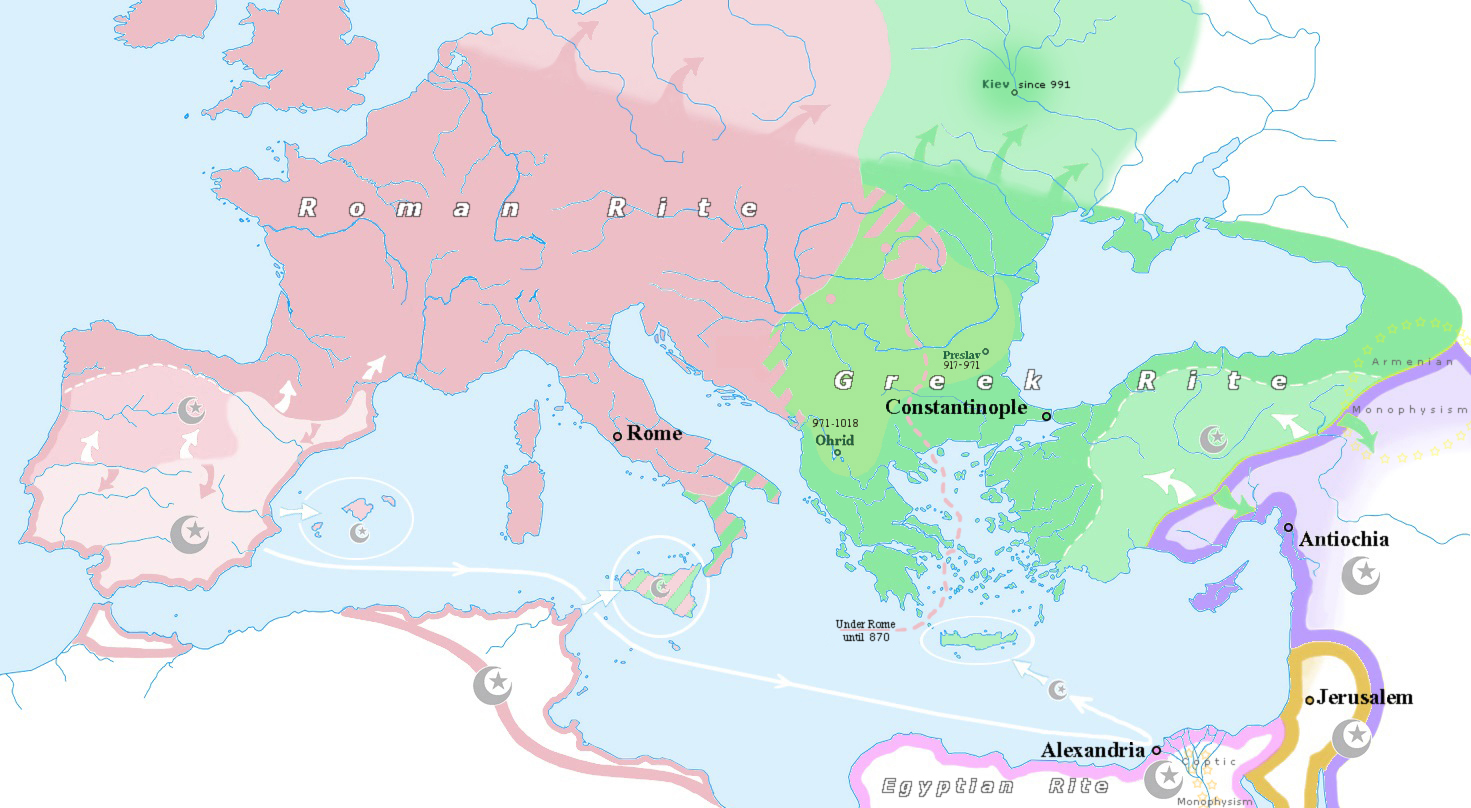
Mapa de la Pentarquía alrededor del año 1000. Interior blanco: conquistado por los califas islámicos. Borde blanco: territorios temporalmente ocupados por los califatos o los emiratos islámicos. Flechas: expansión.

- El patriarca de Alejandría (en la idea de la pentarquía, el jefe de la Iglesia ortodoxa de Alejandría, no de la Iglesia Copta de Alejandría, que es mayoritaria);
- El patriarca de Antioquía (también en este caso el jefe de la Iglesia ortodoxa de Antioquía, no los otros que tienen ese título);
- El patriarca de Jerusalén (precisamente el jefe de la Iglesia ortodoxa de Jerusalén).

## Historia
La idea de pentarquía se puede encontrar por primera vez en forma sólidamente expresada en las leyes del emperador Justiniano I (527-565), especialmente en su Novella 113. Mucho más tarde, el emperador Justiniano II convocó en el año de 692 a un concilio (llamado Concilio Quinisexto o Concilio Trullano II) en el palacio imperial de Constantinopla sin representaciones de Occidente ni delegados papales. No es considerado por tanto concilio ecuménico, y no fue reconocido por la Santa Sede, que lo denominó synodus erratica. Muchas de los nuevos cánones apuntaron a establecer diferencias entre las Iglesias de Oriente y Occidente en lo referente a la observancia ritual y a la disciplina eclesiástica. Llevado a cabo bajo el auspicio bizantino con un clero exclusivamente oriental, el concilio declaró únicamente rectas las costumbres de la Iglesia constantinopolitana y condenó explícitamente varias prácticas de la Iglesia de Occidente. Adoptó también como oficial la teoría de la pentarquía. 
El papa Sergio I, de origen sirio, rechazó estos cánones "novedosos" y se negó a firmarlos. El emperador Justiniano II ordenó su arresto y reclusión en Constantinopla, para lo cual envió al violento protospatario Zacarías. Este fue finalmente contenido por las milicias de la exarquía de Rávena.
Un precedente del Cisma de Oriente tuvo lugar en el año 857 cuando el emperador bizantino Miguel III, llamado el beodo, y su ministro Bardas, expulsaron de su sede de Constantinopla a san Ignacio de Constantinopla, que reprendía sus crápulas. Le reemplazaron por Focio, quien en seis días recibió todas las órdenes de la Iglesia. Focio se sublevó contra el papa y se declaró patriarca universal. Fue descrito como "el hombre más artero y sagaz de su época: hablaba como un santo y obraba como un demonio". Su tentativa fracasó. Fue encerrado en un monasterio, donde murió en 886.
En el año 1054, el papa León IX quien, amenazado por los normandos, buscaba una alianza con Bizancio, mandó una embajada a Constantinopla encabezada por su colaborador, el cardenal Humberto de Silva Candida, y formada por los arzobispos Federico de Lorena y Pedro de Amalfi. Los legados papales negaron, a su llegada a Constantinopla, el título de ecuménico al Patriarca Miguel I Cerulario y, además, pusieron en duda la legitimidad de su elevación al patriarcado. El patriarca se negó entonces a recibir a los legados. El cardenal respondió publicando su Diálogo entre un romano y un constantinopolitano, en el que se burlaba de las costumbres griegas y, tras excomulgar a Cerulario mediante una bula que depositó el 16 de julio de 1054 sobre el altar de la iglesia de Santa Sofía, abandonó la ciudad. A su vez, pocos días después (24 de julio), Cerulario respondió excomulgando al cardenal y a su séquito, y quemó públicamente la bula romana, con lo que se inició el Cisma. Alegaba que, en el momento de la excomunión, León IX había muerto y por lo tanto el acto excomunicatorio del cardenal de Silva no habría tenido validez; añade también que se excomulgaron individuos, no Iglesias.
Con esto se ve que el Gran Cisma fue más bien resultado de un largo período de relaciones difíciles entre las dos partes más importantes de la Iglesia universal. Las causas primarias del cisma fueron sin duda las tensiones producidas por el conflicto entre las pretensiones de un lado del Patriarca de Constantinopla, que se adjudicó el título de "ecuménico", y del otro lado del obispo de Roma, que reclamaba autoridad sobre toda la cristiandad, incluyendo a los cuatro Patriarcas más importantes de Oriente; los Patriarcas, por su lado, alegaban, según su entendimiento e interpretación de la Sagrada Tradición Apostólica y las Sagradas Escrituras, que el obispo de Roma solo podía pretender ser un "primero entre sus iguales" o primus inter pares. Por su parte, los papas, según su interpretación de la Tradición Apostólica y las Sagradas Escrituras, declaraban que "es necesario que cualquier Iglesia esté en armonía con la Iglesia (de Roma), por considerarla depositaria primigenia de la Tradición apostólica" (San Ireneo de Lyon, s. II d. C.). También tuvo gran influencia el Gran Cisma en las variaciones de las prácticas litúrgicas (calendarios y santorales distintos) y disputas sobre las jurisdicciones episcopales y patriarcales.
Finalmente, en 1054 se selló la ruptura definitiva de la Pentarquía original en el Cisma de Oriente y Occidente, dividiéndose en dos la Iglesia cristiana original que viene de los apóstoles de Cristo en: Iglesia católica (Iglesia de Occidente) y la Iglesia ortodoxa (Iglesias de Oriente). Ambas Iglesias afirman ser la verdadera Iglesia y que la otra fue la que se separó de la verdadera Iglesia cristiana: una, santa, católica, y apostólica.

### Ocaso
Luego de las conquistas árabes del siglo VII y la pérdida por Bizancio del corredor Roma-Ravena, sólo quedó el patriarcado de Constantinopla asegurado en la capital del Imperio Romano; el obispo de Roma era independiente, Jerusalén y Alejandría estaban bajo el dominio musulmán y Antioquía estaba en la línea de frontera disputada durante siglos entre Bizancio y los califas musulmanes. 
Durante la Edad Media el centro de gravedad de la cristiandad se había trasladado hacia el norte y la mayoría de los cristianos de Egipto y Siria, países gobernados por los musulmanes, eran cristianos ortodoxos orientales que no reconocían la autoridad de Roma ni la de Constantinopla. Todos estos cambios históricos y políticos hicieron que la idea original de cinco grandes centros que cooperaran para administrar toda la Iglesia cristiana se fuera alejando de las posibilidades reales.